# Jarczów (gromada)
Jarczów – dawna gromada, czyli najmniejsza jednostka podziału terytorialnego Polskiej Rzeczypospolitej Ludowej w latach 1954–1972.
Gromady, z gromadzkimi radami narodowymi (GRN) jako organami władzy najniższego stopnia na wsi, funkcjonowały od reformy reorganizującej administrację wiejską przeprowadzonej jesienią 1954 do momentu ich zniesienia z dniem 1 stycznia 1973, tym samym wypierając organizację gminną w latach 1954–1972.
Gromadę Jarczów z siedzibą GRN w Jarczowie utworzono – jako jedną z 8759 gromad na obszarze Polski – w powiecie tomaszowskim w woj. lubelskim na mocy uchwały nr 16 WRN w Lublinie z dnia 5 października 1954. W skład jednostki weszły obszary dotychczasowych gromad Jarczów osada, Jarczów kol. I, Jarczów kol. II, Zawady, Chodywańce, Jurów, Wereszczyca i Plebanka ze zniesionej gminy Jarczów w tymże powiecie. Dla gromady ustalono 21 członków gromadzkiej rady narodowej.
1 stycznia 1959 do gromady Jarczów włączono wieś i kolonię Korhynie, wieś Korhynie-Wola oraz kolonię Leliszka ze zniesionej gromady Żurawce w tymże powiecie.
1 stycznia 1960 do gromady Jarczów włączono wieś Szlatyn ze zniesionej gromady Dyniska w tymże powiecie.
1 stycznia 1962 do gromady Jarczów włączono wieś i kolonię Łubcze ze zniesionej gromady Gródek w tymże powiecie.
1 stycznia 1969 do gromady Jarczów włączono wsie Chorążanka i Przewłoka ze zniesionej gromady Majdan Górny w tymże powiecie.
Gromada przetrwała do końca 1972 roku, czyli do kolejnej reformy gminnej. 1 stycznia 1973 w powiecie tomaszowskim reaktywowano gminę Jarczów.